# Vesicularia miquelii
Vesicularia miquelii är en bladmossart som beskrevs av Fleischer 1923. Vesicularia miquelii ingår i släktet Vesicularia och familjen Hypnaceae. Inga underarter finns listade i Catalogue of Life.